# Ramphotrigon ruficauda
El picoplano colirrufo (en Colombia y Ecuador) (Ramphotrigon ruficauda), también denominado pico-plano de cola rufa (en Perú) o pico chato barbirrufo o de barba rufa (en Venezuela), es una especie de ave paseriforme de la familia Tyrannidae perteneciente al género Ramphotrigon. Es nativo de América del Sur, en la cuenca del Amazonas y en el escudo guayanés.

## Distribución y hábitat
Se distribuye ampliamente en el sur y este de Colombia, sur y este de Venezuela, Guyana, Surinam, Guayana Francesa, este de  Ecuador, este de Perú, hasta el noroeste de Bolivia y en la totalidad de la Amazonia brasileña.
Esta especie es considerada poco común en sus hábitats naturales: el sotobosque y el estrato medio de bosques húmedos de la Amazonia, tanto en terra firme como en las zonas inundables, pr debajo de los 700 m de altitud.

## Descripción
El picoplano colirrufo mide de 15 a 16 cm de longitud y pesa entre 17,6 y 20,1 g. El plumaje de las partes superiores es verde oliva, con el obispillo y las timoneras de color rojizo rufo brillante y las barras de las alas y los bordes de las remeras color castaño rufo. Las partes inferiores son verde oliva claro cn la garganta grisácea, el pecho con tintes amarillos, el centro del vientre amarillento y las coberteras subcaudales rufas. Su iris es castaño oscuro y su pico es negro con la base de la mandíbula color crema o rosado. Sus patas son de color gris azulado.

## Comportamiento
Anda solitario o en parejas y prefiere áreas con el sotobosque abierto donde acostubra permanecer silencioso en una percha en ramas desobstruidas o lianas. Generalmente no se junta a bandadas mixtas.

### Alimentación
Se alimenta de insectos, que toma del follaje o en las ramas.

### Vocalización
Su llamado es un silbido de tono bajo, suave y prolongado «wiieieiwii», seguido a veces de una nota sibilante baja y breve y como un maullido bajo ascendente-descendente o un poco tembloroso «miuu» o con énfasis terminal «miuu'UUuu'WIpur!».

## Sistemática

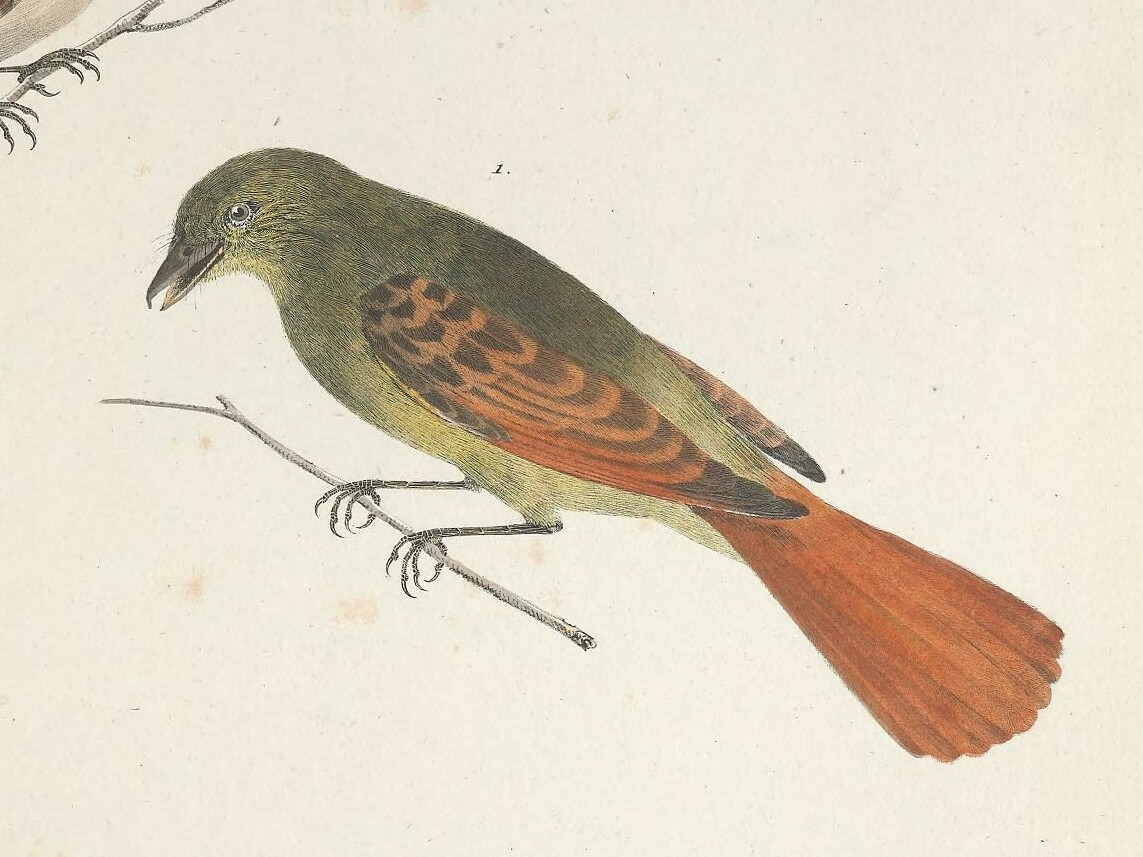
Platyrhynchus ruficauda, ilustración en Spix Avium Species Novae, 1825.

### Descripción original
La especie R. ruficauda fue descrita por primera vez por el naturalista alemán Johann Baptist von Spix en 1825 bajo el nombre científico Platyrhynchus ruficauda; su localidad tipo es: « 'in sylvis fl. Amazonum'; restringido posteriormente para desembocadura del Río Madeira».

### Etimología
El nombre genérico neutro «Ramphotrigon» se compone de las palabras del griego «ramphos» que significa ‘pico’, y «trigōnon» que significa ‘triángulo’; y el nombre de la especie «ruficauda», se compone de las palabras del latín «rufus» que significa ‘rojizo’, y «cauda» que significa ‘cola’.

### Taxonomía
No se conocen variaciones geográficas, es monotípica.